# Densuș
Densuș [ˈdensuʃ] (deutsch Demsdorf, ungarisch Demsus) ist eine Gemeinde im Kreis Hunedoara in Siebenbürgen, Rumänien.
Der Ort ist auch unter den veralteten rumänischen Bezeichnungen Demsuș, Demșuș, Dimșuș und Dănsuș bekannt.

## Geographische Lage

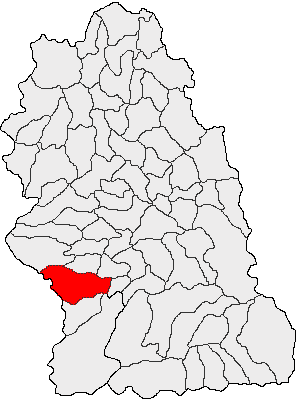
Lage der Gemeinde Densuș im Kreis Hunedoara

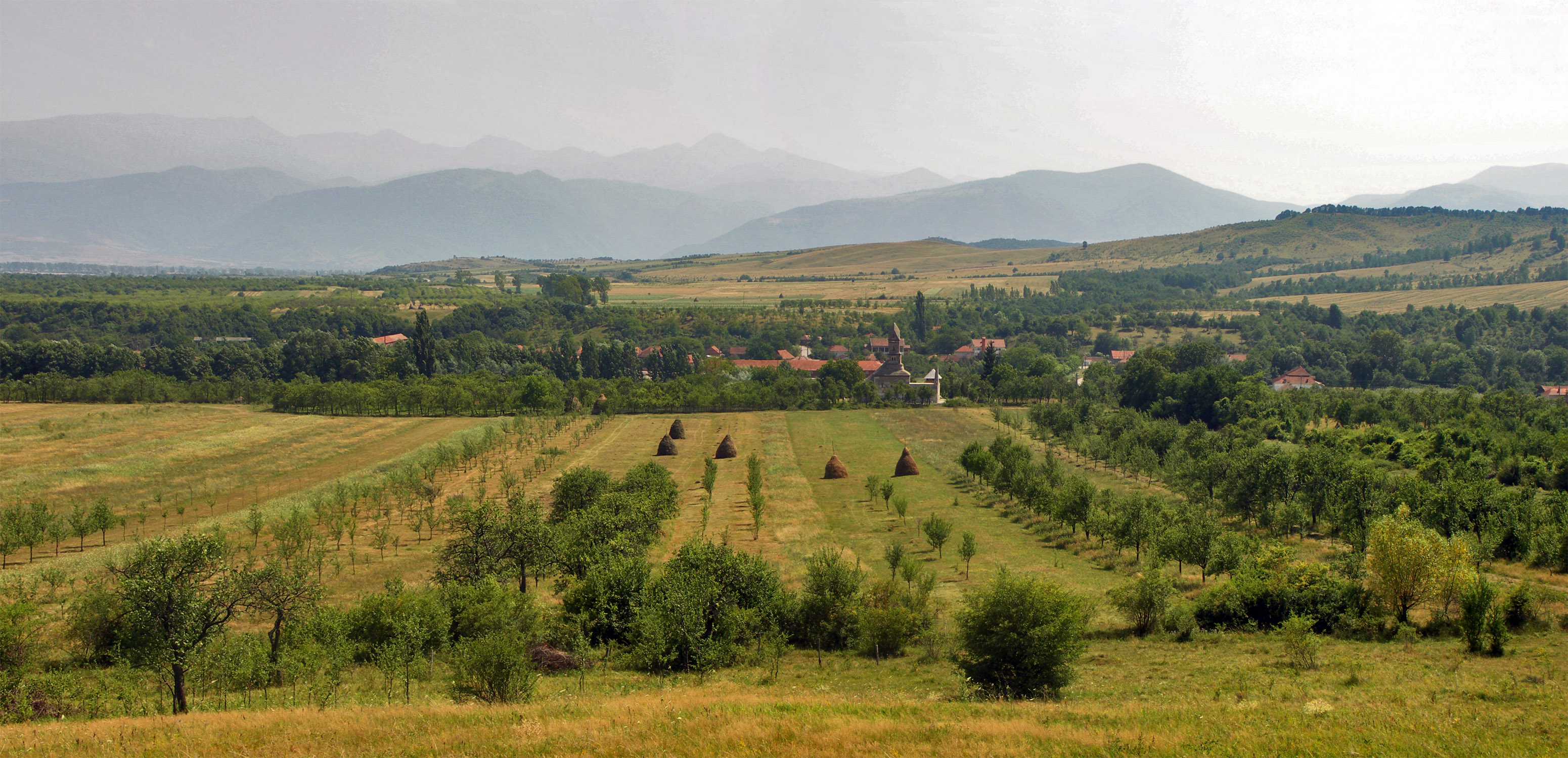
Blick auf Densuș

Die Gemeinde Densuș liegt an den Ausläufern des Poiana-Ruscă-Gebirge im Südwesten Siebenbürgens im Hatzeger Land (Țara Hațegului), nördlich des Retezat-Gebirges. Am Galbena – einem Zufluss des Râul Mare – liegt das etwa vier Kilometer lange Straßendorf an der Kreisstraße (drum județean) DJ 687G ca. 20 Kilometer westlich von der Kleinstadt Hațeg (Hatzeg); die Kreishauptstadt Deva (Diemrich) liegt ca. 60 Kilometer (34 km Luftlinie) nördlich von Densuș entfernt.

## Geschichte
Der Ort Densuș, ein ehemaliges Hörigendorf, wurde erstmals 1360 urkundlich erwähnt. Die Geschichte der Besiedlung in der Region reicht jedoch – nach einem Bericht von M. Roska über ein Lager mit archäologischen Funden – bis in die Spätbronzezeit zurück. Die Fundstücke sind heute im Museum von Deva zu sehen.
Die Bewohner leben heute vorwiegend von der Viehzucht, der Landwirtschaft, dem Obstbau und der Holzverarbeitung. Einige Einwohner des Ortes und der Umgebung tragen zu bestimmten Anlässen eine besondere Volkstracht.

## Bevölkerung
Nach Angaben der Gemeinde lebten 1784–1787 im Ort Densuș etwa 670 Einwohner. Davon waren die meisten landlose Bauern und Leibeigene, welche Dienstleistungen für elf Adlige erbringen mussten.
Bei der Volkszählung 1850 wohnten auf dem Gebiet der heutigen Gemeinde 2770 Menschen. 2343 davon waren Rumänen, 190 Ungarn, 40 Deutsche (davon 29 im Dorf Hățăgel Klein-Hötzing) und 197 andere. Die höchste Einwohnerzahl (3700) – und gleichzeitig die der Rumänen (3443) und der Ungarn (218) – wurde 1910 erreicht. Die höchste Anzahl der Deutschen wurde 1850, die der Roma (192) 1850 registriert. Darüber hinaus bezeichneten sich 1977 drei und 2002 ein Einwohner als Ukrainer, 1966 einer als Serbe. 1880, 1890 und 1900 wurden je zwei, 1910 und 1956 je ein Slowake registriert.
2002 lebten in der Gemeinde Densuș nur noch 1774 Menschen, davon je ein Ungar und ein Ukrainer, die übrigen waren Rumänen.
2011 bezeichneten sich 1543 als Rumänen, fünf als Deutsche, drei als Magyaren, restliche machten keine Angaben zur ethnischen Abstammung.

## Sehenswürdigkeiten
- Die orthodoxe Kirche Sf. Nicolae – die älteste Steinkirche Rumäniens, in welcher heute noch Gottesdienste stattfinden – wurde in der ersten Hälfte des 13. Jahrhunderts auf den Ruinen einer früheren Kirche (vermutlich aus dem 4. Jahrhundert) errichtet. Sie befindet sich auf einer kleinen Anhöhe inmitten eines Friedhofs von Obstbäumen umgeben, auf der linken Seite des Galbena-Flusses in der Nähe einer Römerstraße. Das Baumaterial der Kirche stammt von der Ruine der Burg der ehemaligen römischen Hauptstadt Dakiens, Ulpia Traiana Sarmizegetusa. Dies ist in den Mauern als Grabsteine, Steine mit Inschriften, Fragmente von Statuen oder Säulen zu erkennen. Auf dem quadratischen (6 × 6 m) Kirchenschiff mit einem Dach aus Steinplatten steht ein Turm, der in Form eines Pyramidenstumpfes endet. Im Inneren des Schiffes wird der Turm von vier Säulen abgestützt; hier befindet sich auch ein halbrunder Altar. In der ersten Etage des Turms ist ein Versteck, welches über eine äußere Leiter zu erreichen war. Im 14. und 15. Jahrhundert wurden an der Ostseite eine halbkreisförmige Apsis und an der Südseite verschiedene Nebenräume (heute ohne Dach) angebaut. An den Innenwänden der Kirche sind Malereien von 1443[9] des Meisters Ștefan zu sehen.[4][5] 1961–1963 wurde die Kirche restauriert, hierfür spendete auch Michael Guest – Botschafter der USA – 20.000 $, so dass die Restaurierungsarbeiten 2005 beendet wurden.[6] Die Kirche steht unter Denkmalschutz.[10]

Ebenfalls unter Denkmalschutz stehen:
- die orthodoxe Kirche Sf. Proroc Ilie, Ende des 14. Anfang des 15. Jahrhunderts errichtet, ebenfalls eine der ältesten Steinkirchen Rumäniens
- die reformierte Kirche, Ende 16. Anfang 17. Jahrhunderts errichtet
- das ehemalige Haus von Alexe Breasovay aus dem 18. Jahrhundert im eingemeindeten Dorf Peșteana (ungarisch Nagypestény), im 18. Jahrhundert errichtet, heute Büro der Abteilung für Kinderschutz – stehen unter Denkmalschutz.

Naturschutzgebiet:
- Mlaștina de la Peșteana (der „Sumpf von Peșteana“), etwa zwei Hektar

## Bilder der Kirche von Densuș

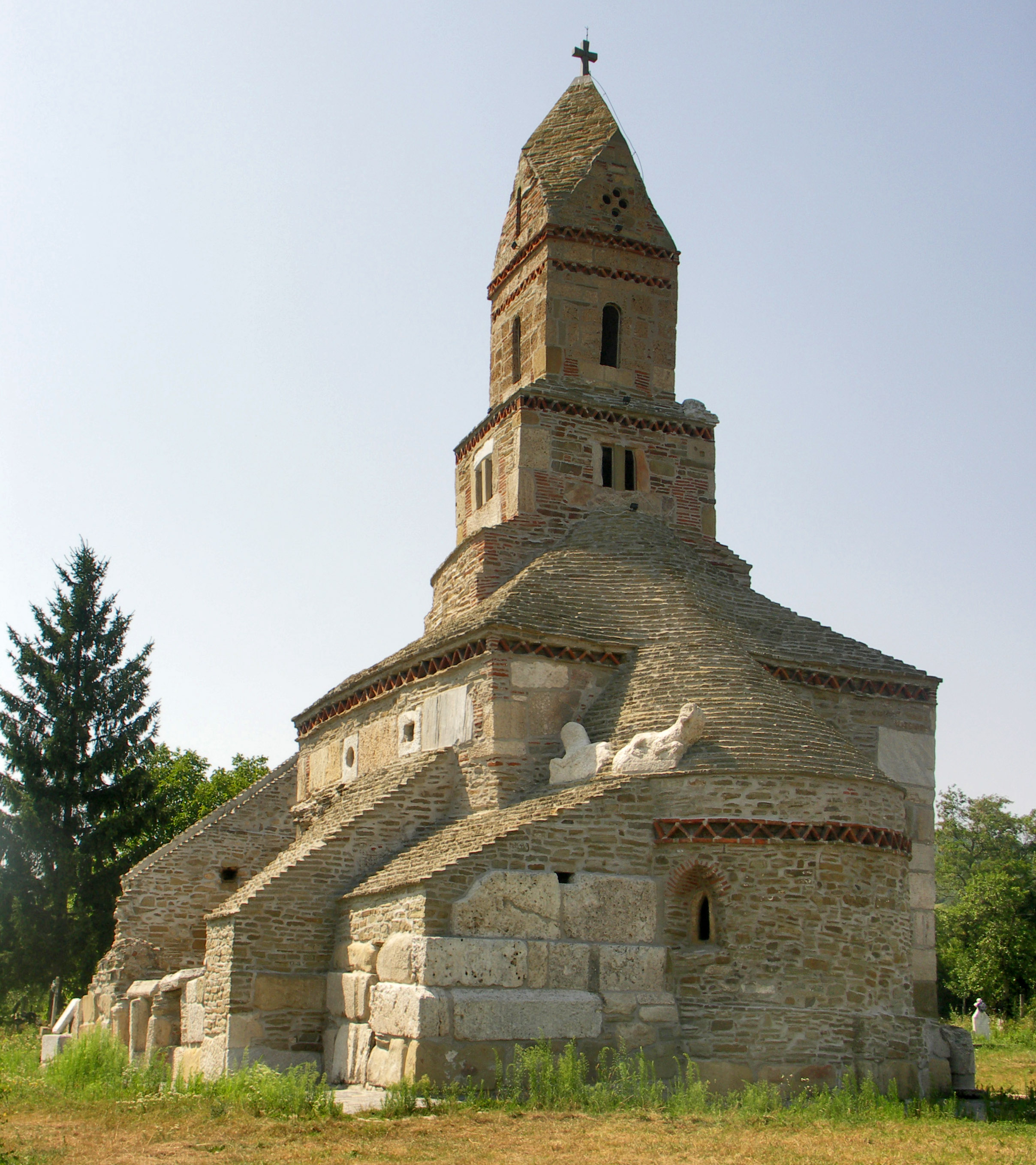
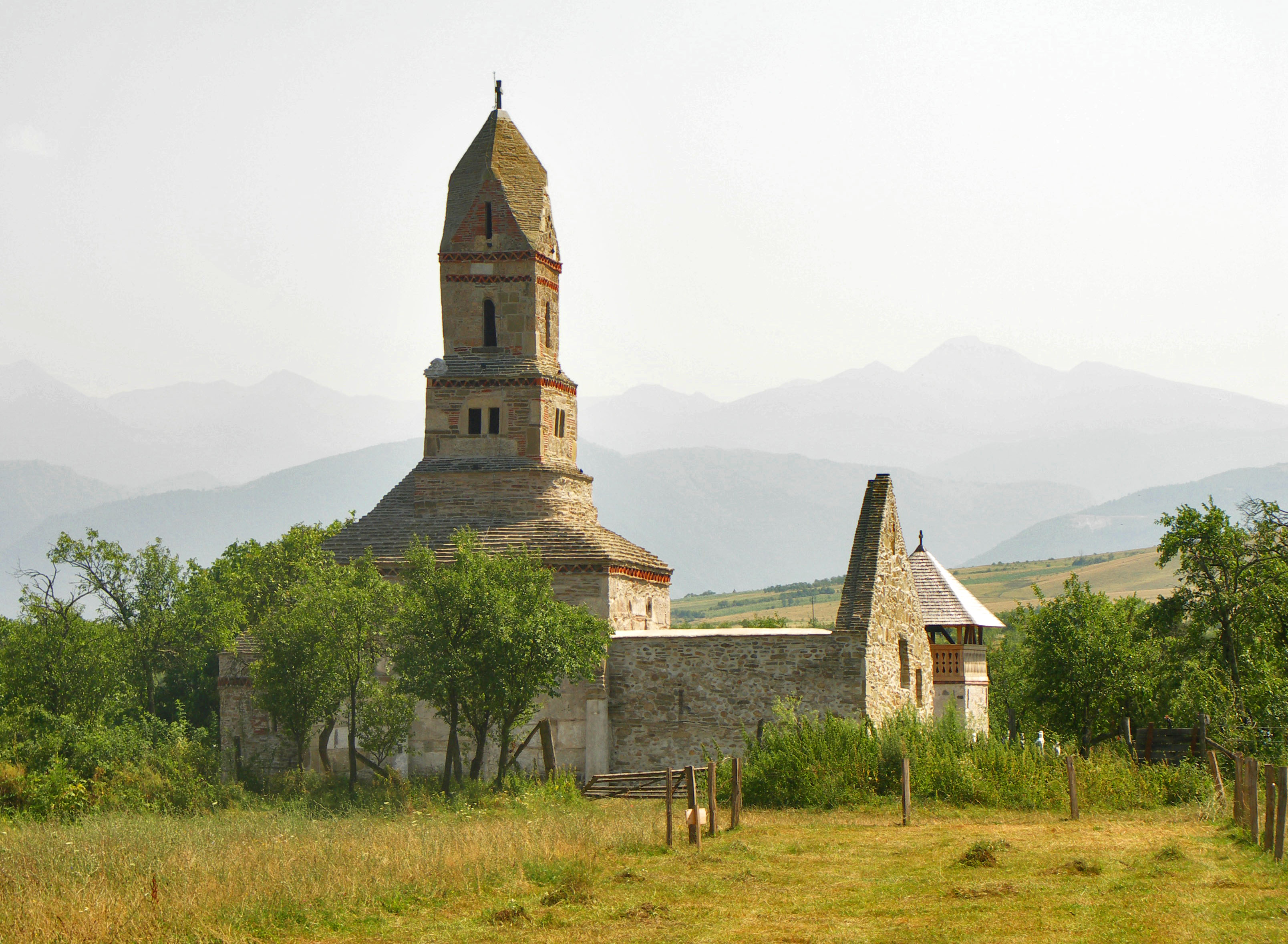
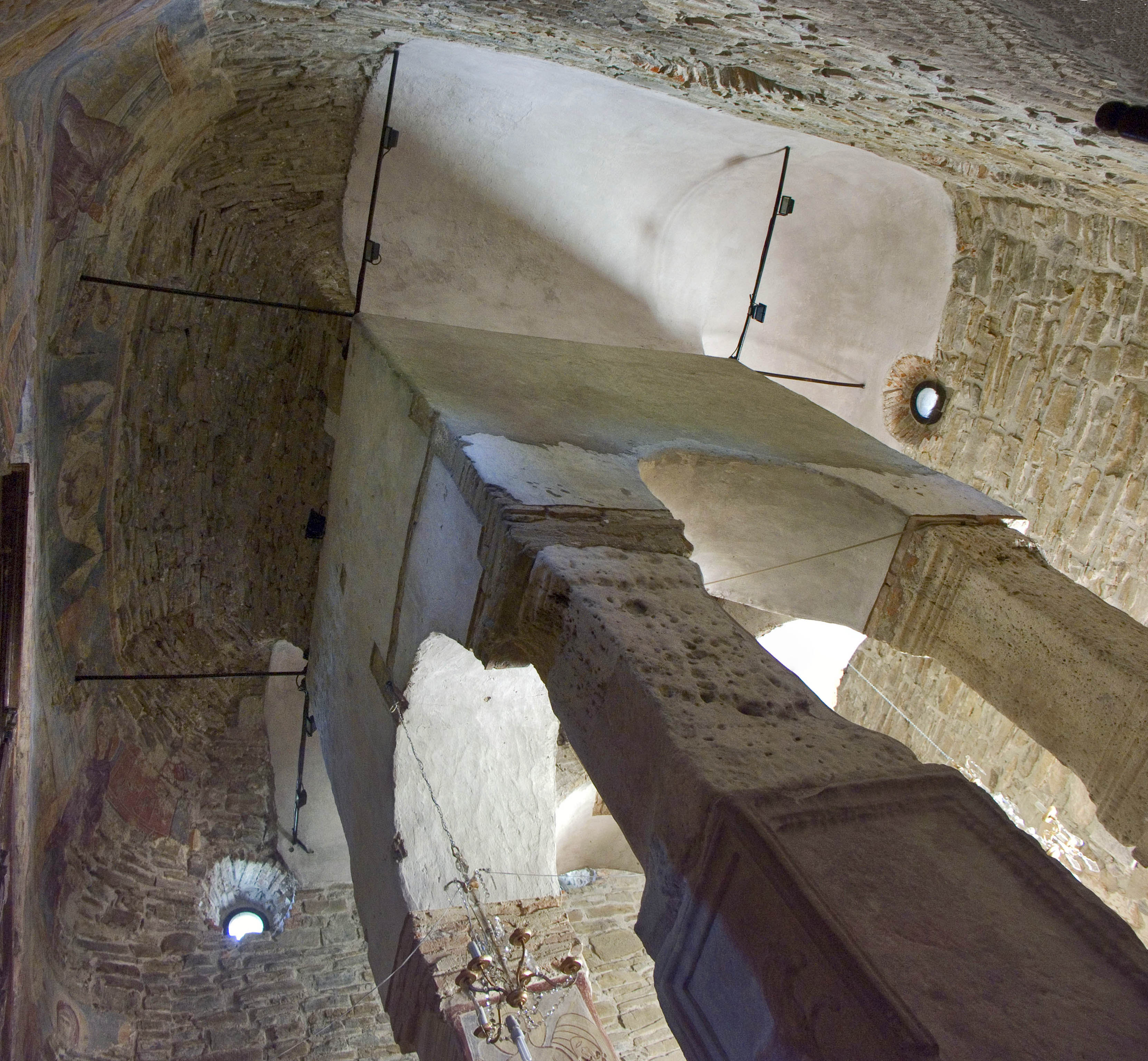
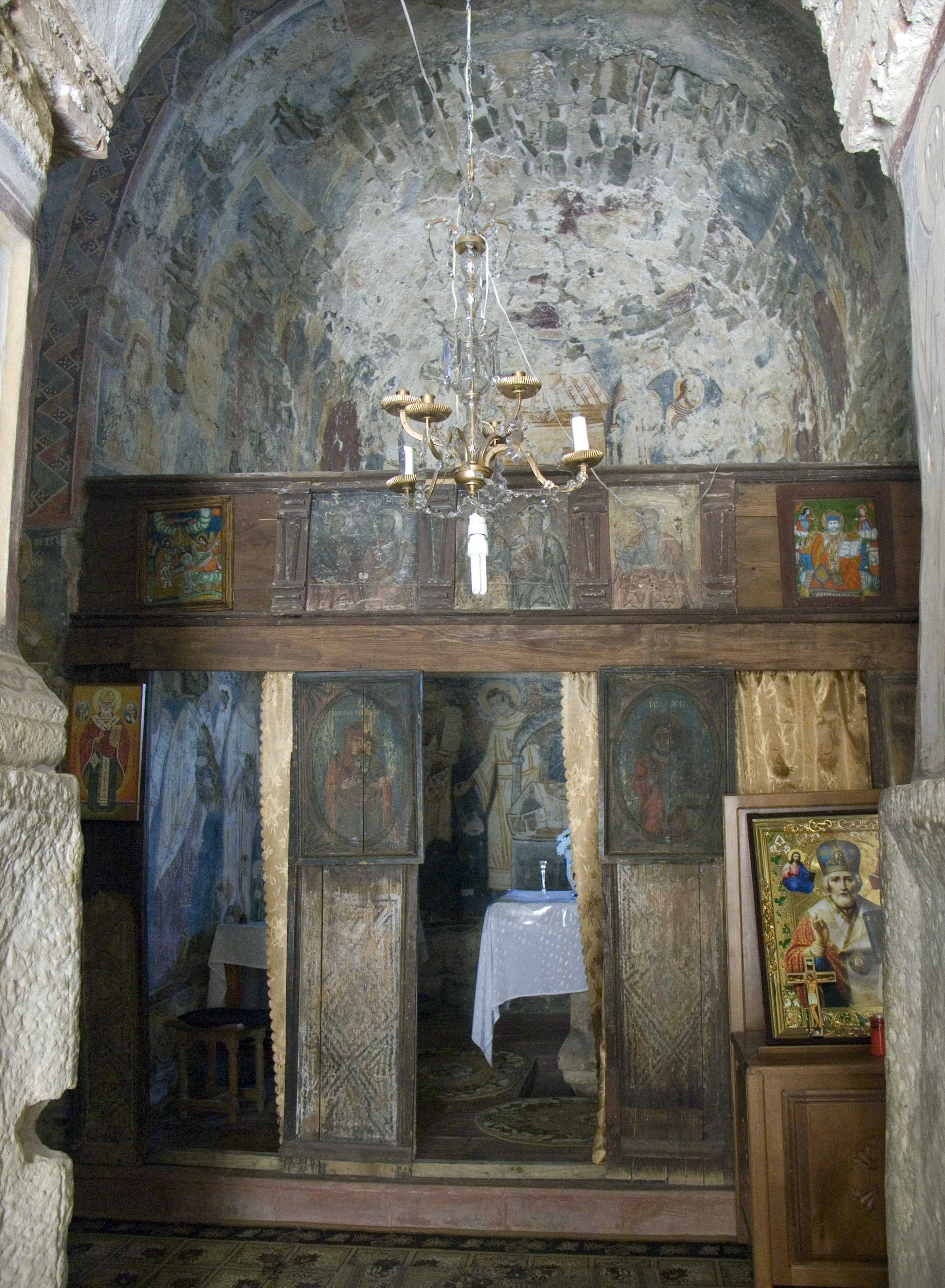

## Persönlichkeiten
- Aron Densușianu (1837–1900), war Autor, Romanist und Rumänist.
- Nicolae Densușianu (1846–1911), hier geboren,[4] war Historiker und Volkskundler; 1880 Mitglied der rumänischen Akademie.[11] Seine Büste wurde 2002 neben der Kirche aufgestellt.
- Ovid Densusianu (1873–1938), hier geboren,[4] war Sprachwissenschaftler, Volkskundler und Literaturhistoriker; 1918 Mitglied der rumänischen Akademie.[11] Seine Büste in der Mitte des Ortes[12] steht unter Denkmalschutz.[10]